# Sundance Film Festival 2019

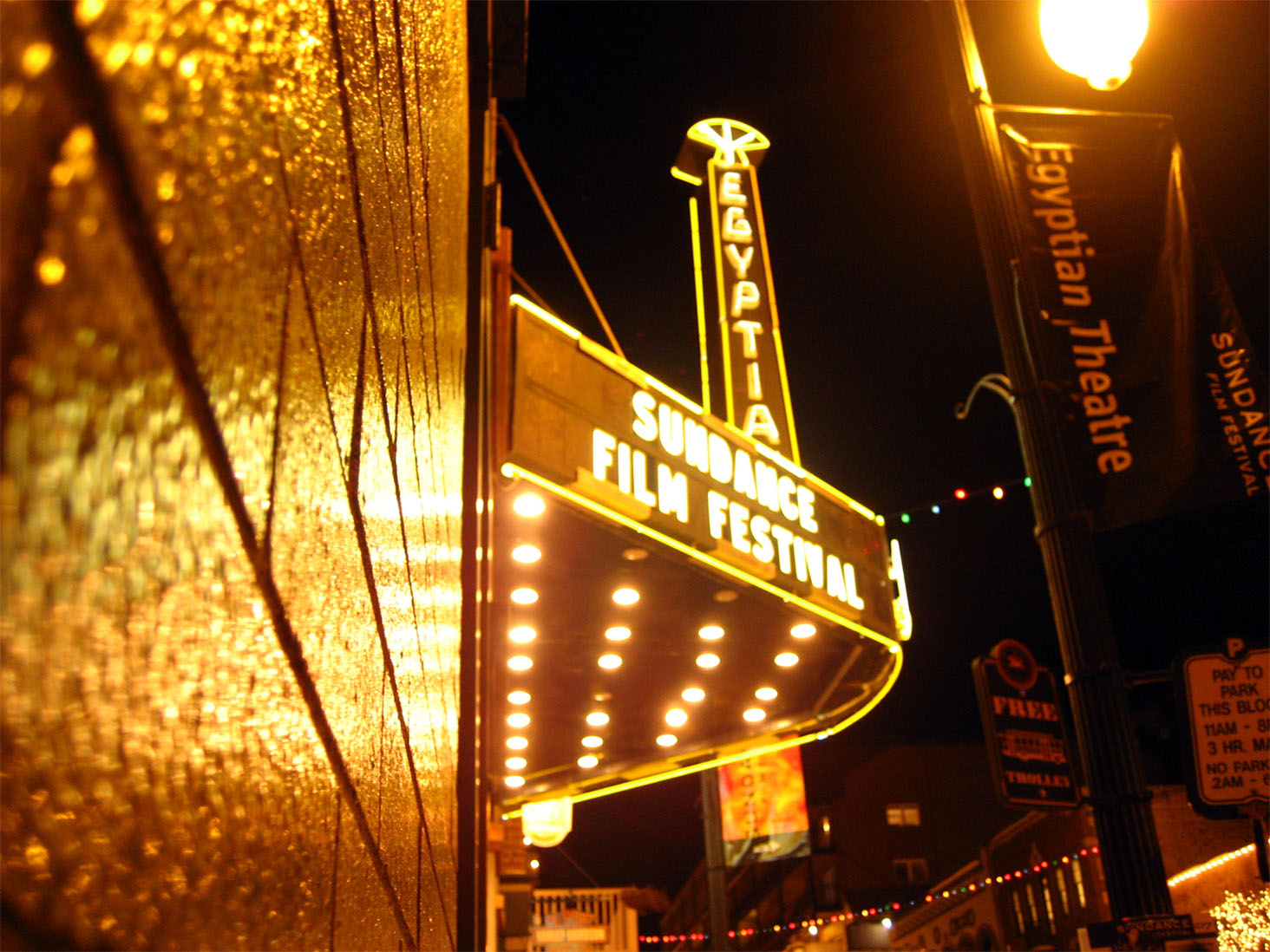
Das Mary G. Steiner Egyptian Theatre in Park City

Das 35. Sundance Film Festival fand vom 24. Januar bis 3. Februar 2019 in Park City, Utah statt. Bei dem zehntägigen Festival wurden insgesamt 112 Filme gezeigt. Die Filmauswahl wurde zu einem Großteil Ende November 2018 bekanntgegeben. Zu den Filmen, die im Rahmen des Festivals ihre Premiere feierten, gehörte auch Fighting with My Family von Stephen Merchant.

## Wettbewerbsfilme

### U.S. Dramatic Competition
- Before You Know It von Hannah Pearl Utt
- Big Time Adolescence von Jason Orley
- Brittany Runs a Marathon von Paul Downs Colaizzo
- Clemency von Chinonye Chukwu
- The Farewell von Lulu Wang
- Hala von Minhal Baig
- Honey Boy von Alma Har'el
- Imaginary Order von Debra Eisenstadt
- The Last Black Man in San Francisco von Joe Talbot
- Luce von Julius Onah
- Ms. Purple von Justin Chon
- Native Son von Rashid Johnson
- Share von Pippa Bianco
- The Sound of Silence von Michael Tyburski
- Them That Follow von Britt Poulton und Dan Savage
- To the Stars von Martha Stephens

### U.S. Documentary Competition
- Always in Season von Jacqueline Olive
- American Factory von Steven Bognar und Julia Reichert
- Apollo 11 von Todd Douglas Miller
- Bedlam von Kenneth Paul Rosenberg
- David Crosby: Remember My Name von A.J. Eaton
- Hail Satan von Penny Lane
- Jawline von Liza Mandelup
- Knock Down the House von Rachel Lears
- Midnight Family von Luke Lorentzen
- Mike Wallace Is Here von Avi Belkin
- Moonlight Sonata: Deafness in Three Movements von Irene Taylor Brodsky
- One Child Nation von Nanfu Wang und Jialing Zhang
- Pahokee von Ivete Lucas und Patrick Bresnan
- Tigerland von Ross Kauffman
- Untitled Amazing Johnathan Documentary von Ben Berman
- Where’s My Roy Cohn? von Matt Tyrnauer

### World Cinema Dramatic Competition
- Dirty God von Sacha Polak
- Divine Love von Gabriel Mascaro
- Dolce Fine Giornata von Jacek Borcuch
- Judy & Punch von Mirrah Foulkes
- Koko-di Koko-da von Johannes Nyholm
- Königin (Dronningen) von May el-Toukhy
- The Last Tree von Shola Amoo
- Monos – Zwischen Himmel und Hölle (Monos) von Alejandro Landes
- The Sharks von Luci´a Garibaldi
- The Souvenir von Joanna Hogg
- This Is Not Berlin (Esto no es Berlín) von Hari Sama
- We Are Little Zombies von Makoto Nagahisa

### World Cinema Documentary Competition
- Cold Case Hammarskjold von Mads Brügger
- The Disappearance of My Mother von Beniamino Barrese
- Gaza von Garry Keane und Andrew McConnell
- Land des Honigs (Medena zemja) von Ljubomir Stefanov und Tamara Kotevska
- Lapu von Juan Pablo Polanco und Ce´sar Alejandro Jaimes
- Lea Tsemel, Anwältin (Advocate) von Rachel Leah Jones und Philippe Bellaïche
- The Magic Life of V von Tonislaw Christow
- Midnight Traveler von Hassan Fazili
- Sea of Shadows von Richard Ladkani
- Shooting the Mafia von Kim Longinotto
- Stieg Larsson – The Man Who Played With Fire von Henrik Georgsson
- Am Rande der Demokratie von Petra Costa

### Documentary Premieres
- The Brink von Alison Klayman
- Cambridge Analyticas großer Hack (The Great Hack) von Karim Amer und Jehane Noujaim
- Fragen Sie Dr. Ruth (Ask Dr. Ruth) von Ryan White
- Halston von Frédéric Tcheng
- Marianne & Leonard: Words of Love von Nick Broomfield
- Miles Davis – Birth of the Cool (Miles Davis: Birth of the Cool) von Stanley Nelson
- Unantastbar – Der Fall Harvey Weinstein (Untouchable) von Ursula Macfarlane

### Weitere Premieren
- After the Wedding von Bart Freundlich
- Animals von Sophie Hyde
- Blinded by the Light von Gurinder Chadha
- Extremely Wicked, Shockingly Evil and Vile von Joe Berlinger
- Fighting with My Family von Stephen Merchant
- Hochzeit Down Under (Top End Wedding) von Wayne Blair
- I Am Mother von Grant Sputore
- Der Junge, der den Wind einfing (The Boy Who Harnessed the Wind) von Chiwetel Ejiofor
- Die Kunst des toten Mannes (Velvet Buzzsaw) von Dan Gilroy
- Late Night von Nisha Ganatra
- Leaving Neverland, Dokumentarfilm von Dan Reed
- The Mustang von Laure de Clermont-Tonnerre
- Official Secrets von Gavin Hood
- Photograph – Ein Foto verändert ihr Leben für immer (Photograph) von Ritesh Batra
- Relive von Jacob Aaron Estes
- The Report von Scott Z. Burns
- Sonja – The White Swan von Anne Sewitsky
- The Sunlit Night von David Wnendt
- The Tomorrow Man von Noble Jones
- Troop Zero von Bert & Bertie
- Wounds von Babak Anvari

### NEXT
- Adam von Rhys Ernst
- The Death of Dick Long von Daniel Scheinert
- Give Me Liberty von Kirill Mikhanovsky
- The Infiltrators von Alex Rivera und Cristina Ibarra
- Light From Light von Paul Harrill
- Paradise Hills von Alice Waddington
- Premature von Rashaad Ernesto Green
- Selah and the Spades von Tayarisha Poe
- Sister Aimee von Samantha Buck und Marie Schlingmann
- The Wolf Hour von Alistair Banks Griffin

### Midnight
- Greener Grass von Jocelyn DeBoer und Dawn Luebbe
- The Hole in the Ground von Lee Cronin
- Little Monsters von Abe Forsythe
- The Lodge von Veronika Franz und Severin Fiala
- Memory – The Origins of Alien von Alexandre O. Philippe
- Mope von Lucas Heyne
- Sweetheart von J. D. Dillard

### Spotlight
- Die Epoche des Menschen (Anthropocene: The Human Epoch) von Jennifer Baichwal, Nicholas de Pencier und Edward Burtynsky
- The Biggest Little Farm von John Chester
- Birds of Passage von Cristina Gallego und Ciro Guerra
- Maiden von Alex Holmes
- The Mountain von Rick Alverson
- The Nightingale – Schrei nach Rache (The Nightingale) von Jennifer Kent

### Kids
- Abe von Fernando Grostein Andrade
- Die Elefantenmutter (The Elephant Queen) von Victoria Stone und Mark Deeble
- The Witch Hunters von Rasko Miljkovic

## Prämierte Filme
Die Preisverleihung fand am 2. Februar 2019 in Park City statt.
- U.S. Grand Jury Prize: Documentary – One Child Nation, Regie Nanfu Wang und Jialing Zhang
- U.S. Grand Jury Prize: Dramatic – Clemency, Regie: Chinonye Chukwu
- World Cinema Grand Jury Prize: Documentary – Land des Honigs (Medena zemja), Regie: Ljubomir Stefanov und Tamara Kotevska
- World Cinema Grand Jury Prize: Dramatic – The Souvenir, Regie: Joanna Hogg
- Audience Award: U.S. Documentary – Knock Down the House, Regie: Rachel Lears
- Audience Award: U.S. Dramatic – Brittany Runs a Marathon, Regie: Paul Downs Colaizzo
- Audience Award: World Cinema Documentary – Sea of Shadows, Regie: Richard Ladkani
- Audience Award: World Cinema Dramatic – Queen of Hearts, Regie: May El-Toukhy
- Directing Award: U.S. Documentary – American Factory, Regie: Steven Bognar und Julia Reichert
- Directing Award: U.S. Dramatic – The Last Black Man in San Francisco, Regie: Joe Talbot
- Directing Award: World Cinema Documentary – Cold Case Hammarskjold, Regie: Mads Brügger
- Directing Award: World Cinema Dramatic – The Sharks, Regie: Lucia Garibaldi
- Waldo Salt Screenwriting Award: U.S. Dramatic – Share, Drehbuch: Pippa Bianco
- U.S. Documentary Special Jury Award for an Emerging Filmmaker: Jawline, Regie: Liza Mandelup
- U.S. Dramatic Special Jury Award for Collaborative Vision – The Last Black Man in San Francisco, Regie: Joe Talbot
- U.S. Dramatic Special Jury Award for Achievement in Acting - Rhianne Barreto in Share
- Alfred P. Sloan Feature Film Prize – Der Junge, der den Wind einfing

## Jurymitglieder
| U.S. Documentary Jury - Lucien Castaing-Taylor - Yance Ford - Rachel Grady - Jeff Orlowski - Alissa Wilkinson World Cinema Documentary Jury - Maite Alberdi - Nico Marzano - Véréna Paravel | U.S. Dramatic Jury - Desiree Akhavan - Damien Chazelle - Dennis Lim - Phyllis Nagy - Tessa Thompson World Cinema Dramatic Jury - Jane Campion - Charles Gillibert - Ciro Guerra | Alfred P. Sloan Prize Jury - Mandë Holford - Katie Mack - Sev Ohanian - Lydia Dean Pilcher - Corey Stoll |